# Hansestadt Danzig
Die Hansestadt Danzig fuhr von 1926 bis 1939 als Passagierschiff im Rahmen des Seedienstes Ostpreußen für den Norddeutschen Lloyd. Ab 1939 wurde sie von der deutschen Kriegsmarine als Truppentransporter und Minenschiff eingesetzt. Sie sank 1941, als sie selbst in eine Minensperre geriet und auf eine Seemine lief.

## Seedienst Ostpreußen
Das Schiff war der erste Neubau, der für den Seedienst Ostpreußen in Dienst gestellt wurde. Es wurde von den Stettiner Oderwerken gebaut und lief am 17. März 1926 vom Stapel. Das Schiff war für den Passagiertransport sowie für den Transport einer größeren Anzahl von Fahrrädern und mehreren Personenkraftwagen eingerichtet. Für die Nachtfahrt standen den Passagieren Doppelkabinen (3. Klasse) und Wanderkojen zur Verfügung. Der Antrieb des Schiffes bestand aus zwei Viertakt-Kreuzkopf-Dieselmotoren des Herstellers MAN, die bei 270/min ohne Aufladung 3.400 PS (2.500 kW) und bei 320/min mit Aufladung 6.400 PS (4.700 kW) leisteten. Es war das erste Schiff, bei der die Aufladung durch Abgasturbolader umgesetzt wurde. 1933 wurde das Schiff um 10,5 Meter verlängert, um zusätzliche Sicherheitseinrichtungen einzubauen, die von der Internationalen Schiffssicherheitskonvention gefordert waren.
Für den Seedienst Ostpreußen fuhr das Schiff von 1926 bis 1939 als Seemotorschnellschiff zwischen Pommern und Ostpreußen auf der Linie Stettin–Pillau–, Königsberg sowie auf weiteren Routen des Seedienstes. Heimathafen war Swinemünde.
Das Schiff wurde 1933 um 10 Meter verlängert, wovon es zeitgenössische Filmaufnahmen gibt.

## Kriegsmarine
Im August 1939 wurde das für den Kriegsfall projektierte Schiff von der Kriegsmarine erfasst und zum Minenschiff umgerüstet. Erster Kommandant war der Unternehmer, U-Boot-Kommandant und Pour-le-Mérite-Träger des Ersten Weltkriegs, Olympiasegler und spätere Kapitän zur See Hans Howaldt, der jedoch bereits nach zwei Wochen durch Wilhelm Schroeder (* 1894) abgelöst wurde. Bis zum Untergang im Juli 1941 blieb er Kommandant des Schiffes.
Am 7. April 1940 verließ das Schiff Travemünde und transportierte, begleitet von dem Eisbrecher Stettin und der 13. Vorpostenflottille, im Rahmen des Unternehmens Weserübung deutsche Truppen, das II. Bataillon des Infanterieregiments 308 der 198. Infanterie-Division, zur Besetzung nach Kopenhagen, wo die Truppen am 9. April um 5:00 Uhr früh angelandet wurden. Am folgenden Tag brachte die Hansestadt Danzig das II. Bataillon des Infanterieregiments 308 nach Rønne auf der dänischen Insel Bornholm, um auch diese zu besetzen. Im Januar 1941 war die Hansestadt Danzig mit anderen Schiffen am Legen der Minensperre „Pommern“ in der Nordsee und im Juni 1941 der Sperre „Apolda“ in der Ostsee beteiligt.

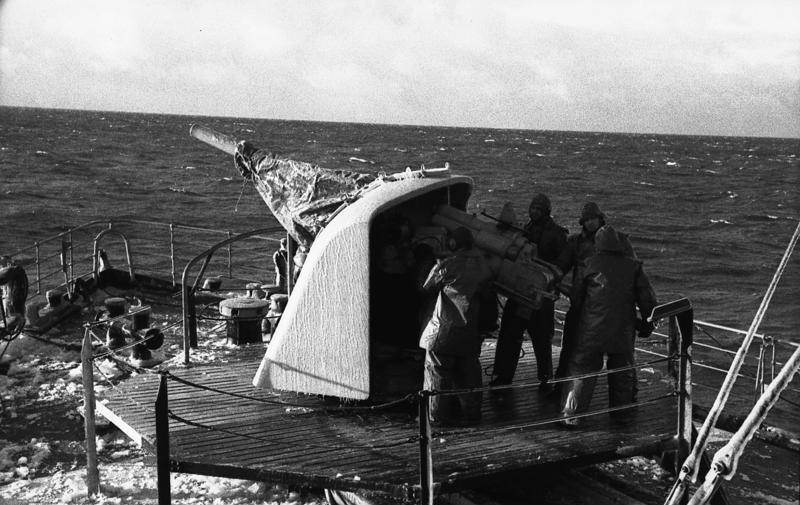
8,8 cm-Geschütz auf der Hansestadt Danzig (1939)
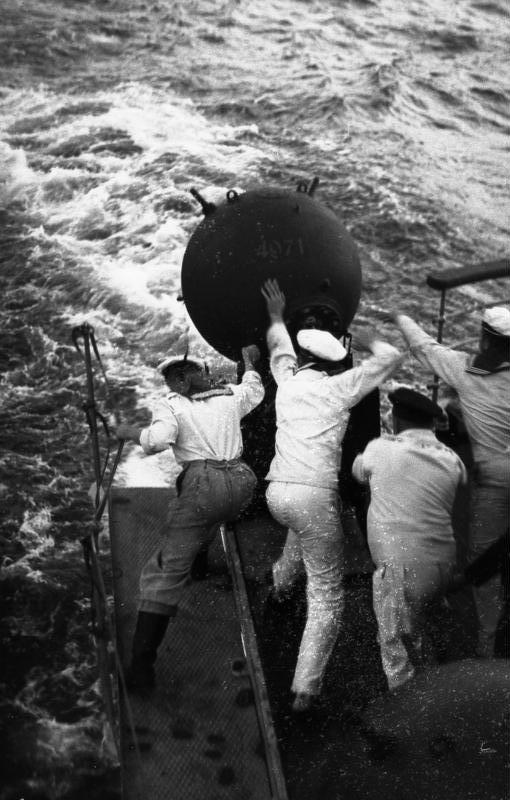
Minenverlegung auf der Hansestadt Danzig (1939)
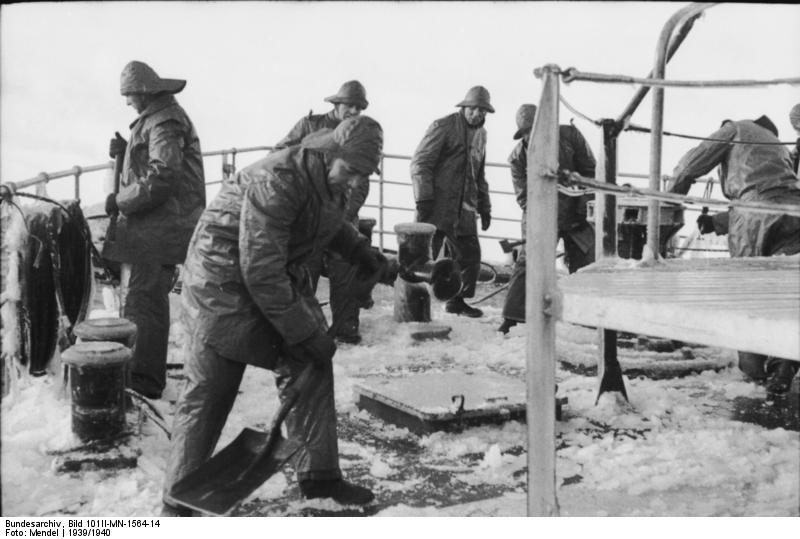
Schneebeseitigung auf dem Vorschiff der Hansestadt Danzig (1939)
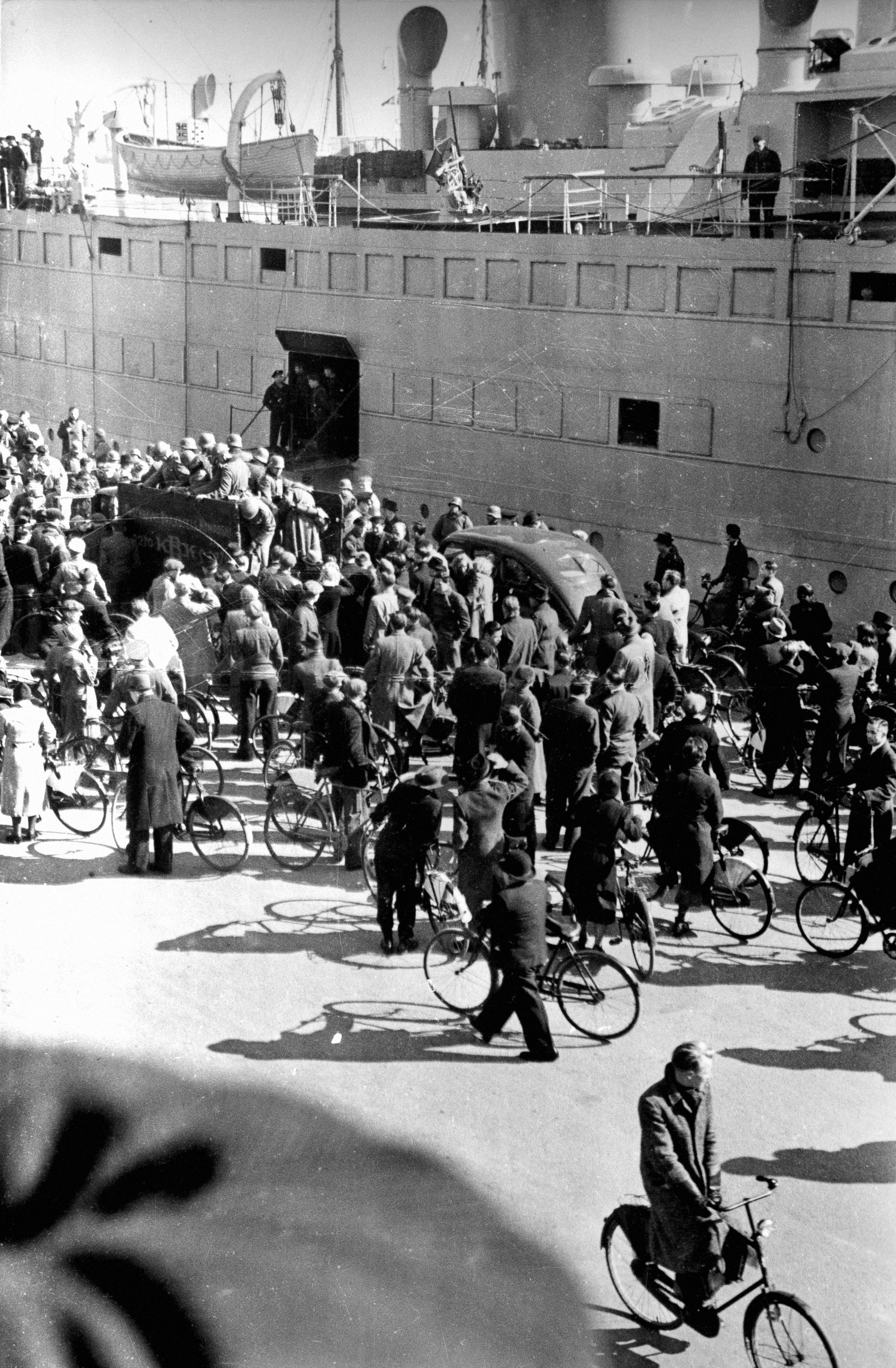
Die Hansestadt Danzig in Kopenhagen während der Operation Weserübung Süd (9. April 1940)

### Untergang
Am 9. Juli 1941 fuhr das Schiff gemeinsam mit den Minenschiffen Preußen und Tannenberg östlich der Südspitze von Öland bei 56° 15′ 5″ N, 16° 43′ 5″ O auf eine schwedische Minensperre und sank in der Nähe der Ortschaft Gräsgård. Die Sperre war durch die schwedische Marine auf deutsche Aufforderung hin angelegt worden, um sowjetischen Schiffen die Durchfahrt bei Öland zu versperren. Die schwedische Marine hatte das Oberkommando der Marine (OKM) von der Lage der Minensperre informiert, das die Information allerdings nicht weitergab. Ferner hatte die schwedische Marine den eigenen Minensucher Sandön vor der Minensperre stationiert, um ankommende Schiffe zu warnen. Trotz dieser Warnung ließ der deutsche Verbandschef seine Schiffe weiterfahren, die auf diese Weise in die Minensperre gerieten. Auch die Preußen und die Tannenberg liefen auf Minen und sanken. Beim Untergang der Hansestadt Danzig starben neun Besatzungsmitglieder.
Anschließend kam es zu Kriegsgerichtsverhandlungen gegen deutsche Marineoffiziere, in denen aber lediglich der Minenreferent im OKM, der die Information über die Lage der Minensperre nicht weitergegeben hatte, zu einem Jahr Festungshaft unter Strafaussetzung bis Kriegsende verurteilt wurde.
Noch im Jahre 1941 wurde an der Südküste Ölands bei Össby ein Gedenkstein für die Toten der drei Minenschiffe errichtet, der in Anwesenheit von Kronprinz Gustav VI. Adolf und seiner Gemahlin Louise eingeweiht wurde. Im Jahre 1952 wurde das in 29 Meter Tiefe liegende Wrack durch die schwedische Bergungsfirma Intermarin geborgen und anschließend verschrottet.